# Alexander Cochrane

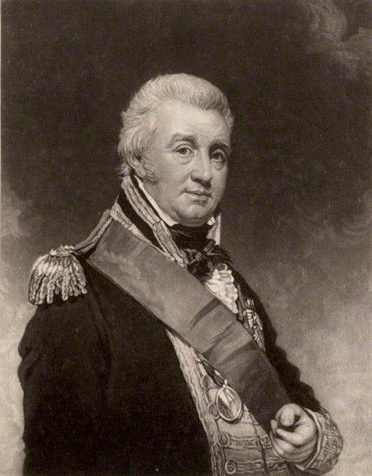
Sir Alexander Cochrane, 1824

Hon. Sir Alexander Forrester Inglis Cochrane GCB (* 23. April 1758 in Schottland; † 26. Januar 1832 in Paris) war ein britischer Marineoffizier, der im Amerikanischen Unabhängigkeitskrieg, in den Koalitionskriegen mit Frankreich und im Krieg von 1812 mit den USA zum Einsatz kam.

## Leben
Alexander Cochrane stammte aus einer schottischen Adelsfamilie und war der neunte Sohn von Thomas Cochrane, 8. Earl of Dundonald, aus dessen zweiter Ehe mit Jane Stuart. Einer seiner Brüder war der Chemieindustrielle Archibald Cochrane, 9. Earl of Dundonald. Ein Neffe von ihm war Thomas Cochrane, 10. Earl of Dundonald, ein berühmter Marineoffizier der Napoleonischen Kriege. Cochrane trat bereits in jungen Jahren in die Royal Navy ein und wurde 1778 zum Lieutenant befördert. In diesem Rang diente er als Signaloffizier von Lord George Rodney während der Seeschlacht von Martinique am 17. April 1780 und wurde in dieser verwundet. Anschließend zum Commander befördert, kommandierte er die Sloops HMS St. Lucia, HMS Pachahunter und HMS Avenger. 1782 wurde er Captain und erhielt zunächst die HMS Kangaroo, später die HMS Caroline (24 Kanonen).
Im Zusammenhang mit der Reduktion der Royal Navy nach dem Ende des Amerikanischen Unabhängigkeitskriegs wurde er 1783 auf Halbsold vom aktiven Dienst freigestellt. Erst 1790 erhielt er mit der kleinen Fregatte HMS Hind wieder ein Kommando. Nach dem Beginn der Koalitionskriege mit Frankreich erhielt er mit der HMS Thetis (32 Kanonen) ein größeres Schiff, mit dem er vor allem zur Jagd auf französische Freibeuter eingesetzt wurde. Hierbei erwies er sich als sehr erfolgreich – allein im Frühjahr und Sommer 1793 nahm er acht gegnerische Schiffe mit zusammen 80 Kanonen – und erwarb dadurch auch ein erhebliches Vermögen aus Prisengeldern. 1799 wurde er Kommandant des Linienschiffs Ajax. Während eines Kurzaufenthaltes in seiner schottischen Heimat wurde er im Februar 1800 bei der Nachwahl im Borough Stirling als Abgeordneter ins britische Unterhaus gewählt. Er hatte dieses Mandat nominell bis 1802 inne, nahm aber aufgrund seiner Dienstpflichten bei der Marine kaum an Parlamentssitzungen teil. Als Kommandant der HMS Ajax nahm er 1800 an einer Expedition gegen Quiberon, Belle-Île und Ferrol teil und wurde anschließend ins Mittelmeer verlegt. 1801 gehörte die HMS Ajax zur Eskorte der Expedition unter Lieutenant-General Sir Ralph Abercromby, die die Franzosen aus Ägypten vertreiben sollte. Bei der britischen Landung in der Bucht von Abukir wurde Cochrane von Admiral George Elphinstone mit der Sicherung der Marinestreitkräfte betraut und trug so dazu bei, dass diese hervorragend geplante und durchgeführte Operation trotz entschiedenen französischen Widerstands mit nur geringen Verlusten durchgeführt werden konnte. Bei dem anschließenden Vorstoß auf Alexandria führte er das Kommando über einen auf den ägyptischen Binnengewässern eingesetzten Verband kleiner Schiffe. Bei beiden Gelegenheiten zeichnete er sich so aus, dass er sowohl von Keith als auch von Abercrombys Nachfolger Hutchinson offiziell belobigt wurde.
Nach dem Friedensschluss von Amiens kehrte Cochrane 1802 nach Großbritannien zurück. Im Februar 1803 gewann er mit einer knappen Mehrheit erneut einen Sitz für Stirling im britischen Unterhaus, den er 1806 schließlich wieder verlor. Nach dem erneuten Beginn von Feindseligkeiten erhielt er 1803 das Kommando über die HMS Northumberland (74 Kanonen) und wurde 1804 zum Rear-Admiral befördert. Als solcher blockierte er zunächst den spanischen Hafen Ferrol und jagte 1805 mit sechs Linienschiffen vergeblich ein französisches Geschwader, das aus Rochefort in die Karibik vorgestoßen war und wieder nach Frankreich entkommen konnte. Am 6. Februar 1806 gelang es dem in der Karibik stationierten Cochrane zusammen mit Vice-Admiral John Thomas Duckworth, ein französisches Geschwader abzufangen und in der Seeschlacht von Santo Domingo zu besiegen. Von den fünf gegnerischen Linienschiffen wurden zwei zerstört und drei erobert, lediglich zwei Fregatten und eine Korvette entkamen. Cochranes HMS Northumberland hatte mit 21 Toten und 79 Verletzten die höchsten Verluste aller beteiligten britischen Schiffe. Sein Anteil am Erfolg wurde u. a. mit einer offiziellen Danksagung des Unter- und Oberhauses des Parlaments, sowie der Nobilitierung zum Knight Companion des Bathordens am 29. März 1806 honoriert.
Nach der Kriegserklärung an Dänemark bewerkstelligte Cochrane zusammen mit der British Army die Eroberung der dänischen Kolonien in der Karibik. Es folgten erfolgreiche Angriffe auf die französischen Inseln Martinique und Guadeloupe (1809). Sein Flaggschiff bei dieser Operation war die HMS Neptune. Cochrane erhielt für diese Erfolge erneut offizielle Danksagungen des Unter- und Oberhauses sowie den Posten eines Gouverneurs von Martinique und wurde 1809 zum Vice-Admiral befördert.
Nach dem Beginn des Kriegs von 1812 mit den USA übernahm Cochrane im März 1814 von Sir John Borlase Warren das Oberkommando über die britischen Seestreitkräfte in Nordamerika und setzte mit diesen die rigorose und für die amerikanische Wirtschaft extrem schädliche Blockade der Ostküste fort, die ein wesentlicher Faktor dafür war, dass in den USA die Friedensbereitschaft wuchs. Mit der Blockade konnten seine Schiffe die Einheiten der US Navy weitgehend neutralisieren und auch die Vorstöße von Freibeutern erschweren, die jedoch bis Kriegsende eine Gefahr für die britische Handelsschifffahrt blieben. Kurz nach dem Antritt seiner neuen Position veröffentlichte er eine an die farbigen Sklaven in den USA gerichtete Proklamation, die diese einlud, sich zu den Briten zu begeben und ihnen eine Neuansiedlung in Kanada oder der Karibik anbot. Etwa 300 entlaufene Sklaven schlossen sich daraufhin den britischen Streitkräften an. Darüber hinaus führten Cochranes Verbände zusammen mit Einheiten der British Army eine Reihe äußerst destruktiver Landungsunternehmen durch. Auf Cochrane ging 1814 die Landung eines Armee- und Marineverbands unter General Robert Ross und Rear-Admiral George Cockburn an der Chesapeake Bay zurück. Angesichts der großen Risiken befahl Cochrane zwar den Abbruch des Unternehmens, doch da diese Order von Ross (auf Drängen Cockburns) ignoriert wurde, konnte der britische Verband den Amerikanern mit dem Sieg in der Schlacht bei Bladensburg und der folgenden, ungehinderten Zerstörung der öffentlichen Gebäude von Washington die größte militärische Demütigung ihrer Geschichte zufügen. Cochrane war auch an dem nachfolgenden, erfolglosen Angriff auf Baltimore beteiligt und schuf im Dezember 1814 mit der Kaperung eines amerikanischen Kanonenbootverbands die Voraussetzung für den Angriff britischer Truppen unter Sir Edward Michael Pakenham auf New Orleans, der in der folgenden Schlacht jedoch unter schweren Verlusten scheiterte. Im Rahmen der Reform der Statuten des Bathordens wurde er am 2. Januar 1815 zum Knight Grand Cross jenes Ordens erhoben.
Nach dem Ende des Kriegs kehrte Cochrane 1815 nach England zurück; 1819 wurde er zum Voll-Admiral befördert und hatte 1821 bis 1824 das Amt eines Oberbefehlshabers in Plymouth inne. Er starb am 26. Januar 1832, als er sich bei seiner Tochter in Paris aufhielt, wahrscheinlich an einem Herzinfarkt.
Aus seiner am 26. April 1788 in New York geschlossenen Ehe mit Maria Shaw, Witwe des Captains der Royal Navy Sir Jacob Wheate, 5. Baronet, hatte er zwei Töchter sowie drei Söhne, von denen der älteste, Sir Thomas John Cochrane (1789–1872), ebenfalls Admiral der Royal Navy, sowie Vater des 1. Baron Lamington wurde.